# Arctometatarso

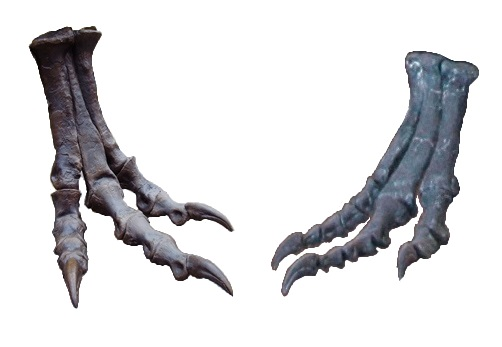
Pie de Tyrannosaurus mostrando la condición arctometatarsiana en el metatarso medio, comparado con el pie de Allosaurus.

El arctometatarso es un término anatómico que se usa para referirse a cuando la zona proximal de un metatarso medio se encuentra comprimida entre los demás metatarsos que lo rodean. Esta condición parece ser altamente homoplástica, y es común en ciertos tipos de dinosaurios adaptados a la carrera (entre ellos los tiranosauroideos, los ornitomimosaurios y los trodóntidos), a fin de transmitir la fuerza de forma uniforme a los metatarsos.